# Dendrobium crenulatum
Dendrobium crenulatum är en orkidéart som beskrevs av Johannes Jacobus Smith. Dendrobium crenulatum ingår i släktet Dendrobium, och familjen orkidéer. Inga underarter finns listade i Catalogue of Life.